# قوزلو (لیلان)
قوزلو، روستایی در دهستان لیلان شمالی بخش شیرین‌کند شهرستان لیلان در استان آذربایجان شرقی ایران است.

## جمعیت
بر پایه سرشماری عمومی نفوس و مسکن در سال ۱۳۹۵، جمعیت این روستا برابر با ۴۲۰ نفر (۱۳۸ خانوار) بوده‌است.